# Landefeld Druckluft und Hydraulik

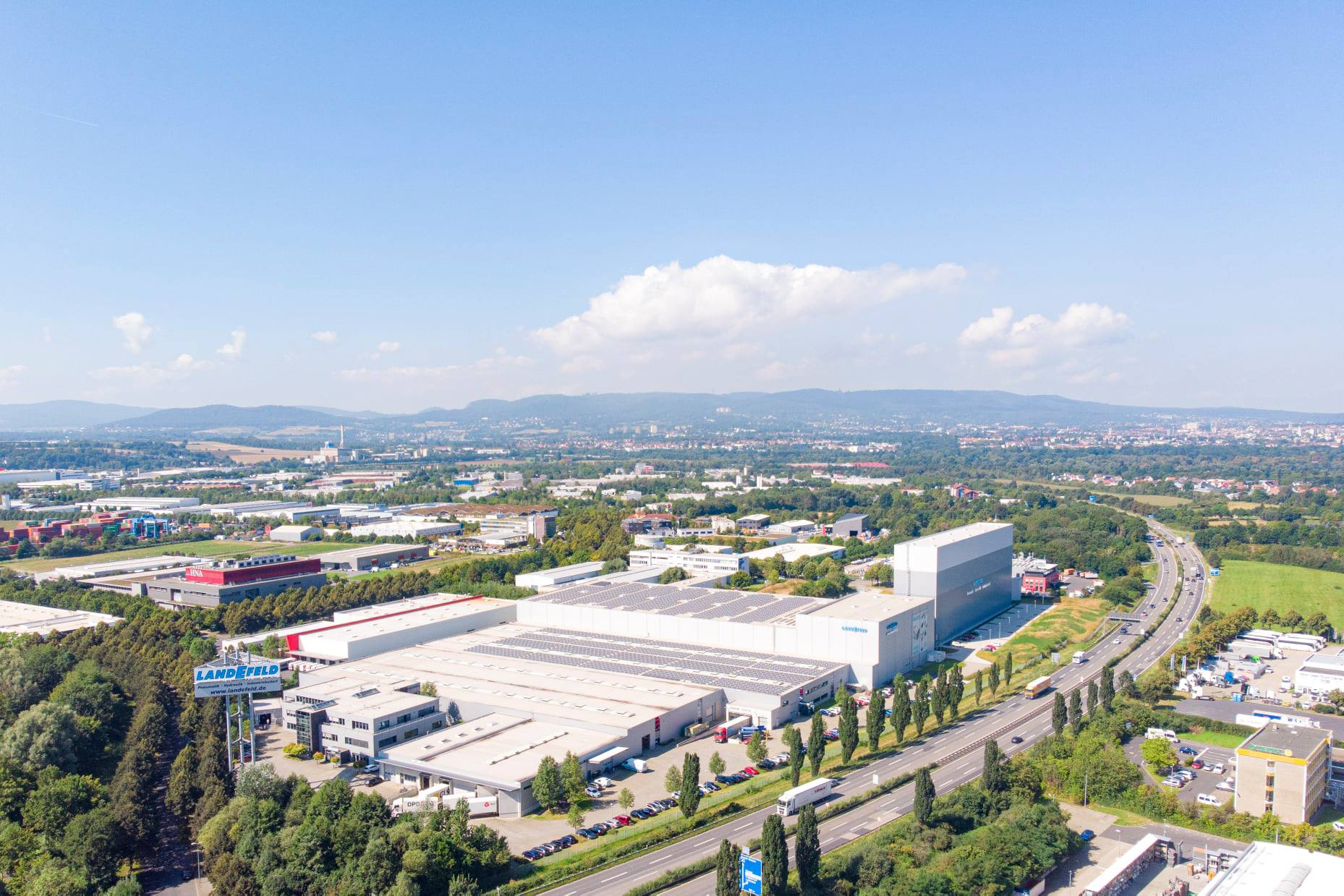
Landefeld Druckluft und Hydraulik GmbH mit neuem Hochregal

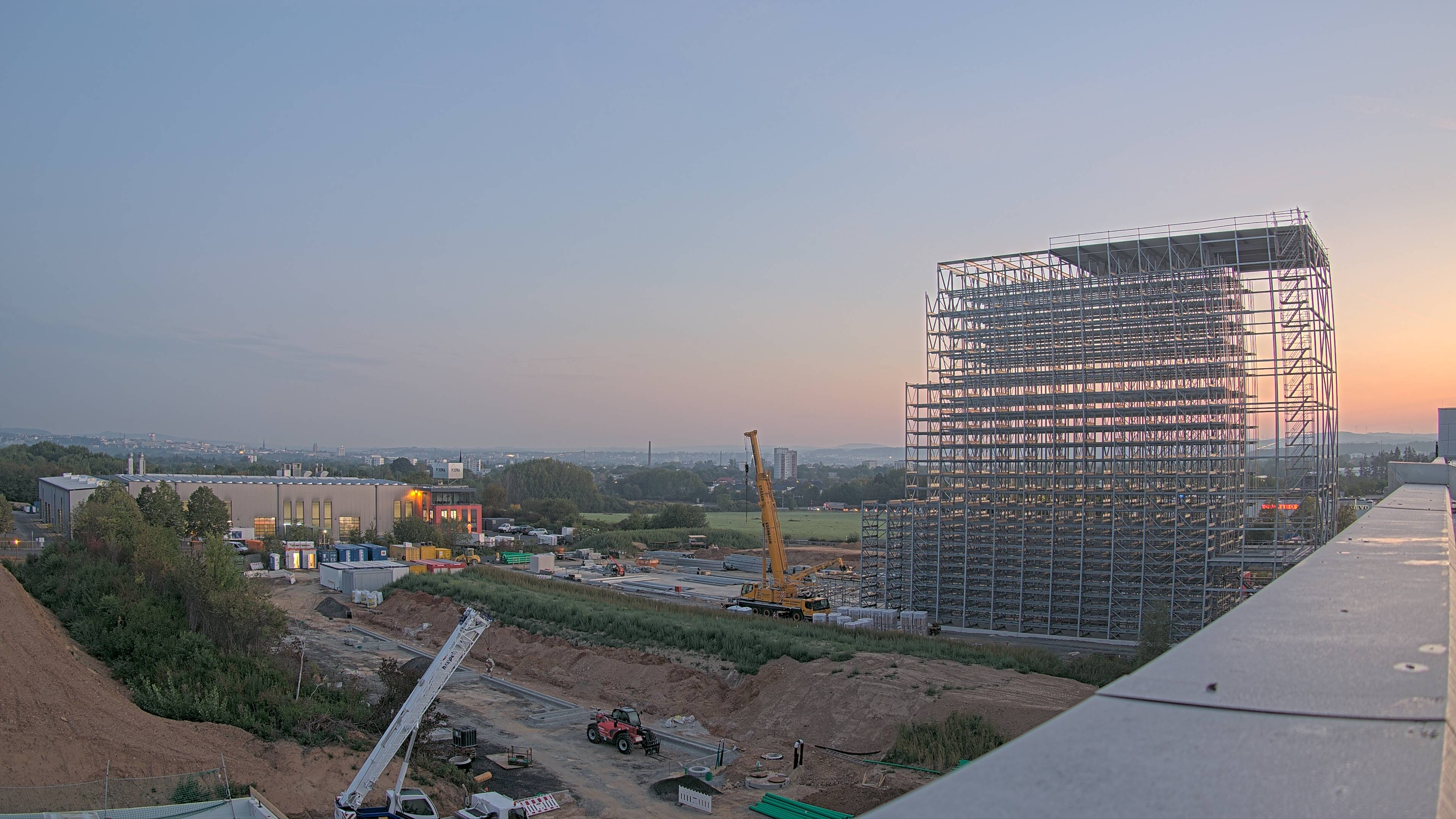
Neubau Landefeld Druckluft und Hydraulik GmbH

Die Landefeld Druckluft und Hydraulik GmbH ist ein Großhändler für Industriebedarf mit Sitz im hessischen Kassel. Das mittelständische Unternehmen vertreibt europaweit vor allem Komponenten der Pneumatik und Hydraulik.

## Geschichte
Im Jahr 1979 gründeten Hubert und Elfie Landefeld in Staufenberg, Nienhagen ihre Firma. In der Anfangszeit bot das Unternehmen hauptsächlich technische Unterstützung und Beratung im Bereich der Automatisierungstechnik sowie Kompressorwartungen an. Daneben produzierte das Familienunternehmen  Ablaufsteuerungen und Schaltschränke mit Schwerpunkt im pneumatischen Bereich sowie SPS Steuerungen und Sondermaschinenbau. 1985 erweiterte das Unternehmen seine Produktpalette um hydraulische Komponenten und zog in ein Büro- und Lagerkomplex nach Kassel um. Am Ende der 80er Jahre stellte Landefeld den Sondermaschinenbau ein und konzentrierte sich zunehmend auf den Handel. Im Jahr 1993 wurde Landefeld exklusiver Vertreter der Firma Sang-A für Deutschland. 1998 erfolgte ein Generationswechsel; die Brüder Marc und Lars Landefeld übernahmen die Geschäftsführung des Unternehmens. 2005 erfolgte der Umzug in den jetzigen Unternehmenssitz. 2020/2021 wurde ein neues Hochregallager gebaut, hinzu kam ein neuer Wareneingang. Das neue Hochregal ist 107 Meter lang, 16 Meter breit und 37 Meter hoch. Es kann in den zwei Gassen 16.000 Paletten lagern. Im Endausbau mit sieben Gassen ist eine Lagerkapazität von bis zu 56.000 Paletten möglich.

## Unternehmen

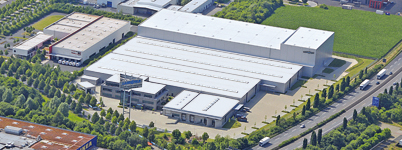
Landefeld Luftbild

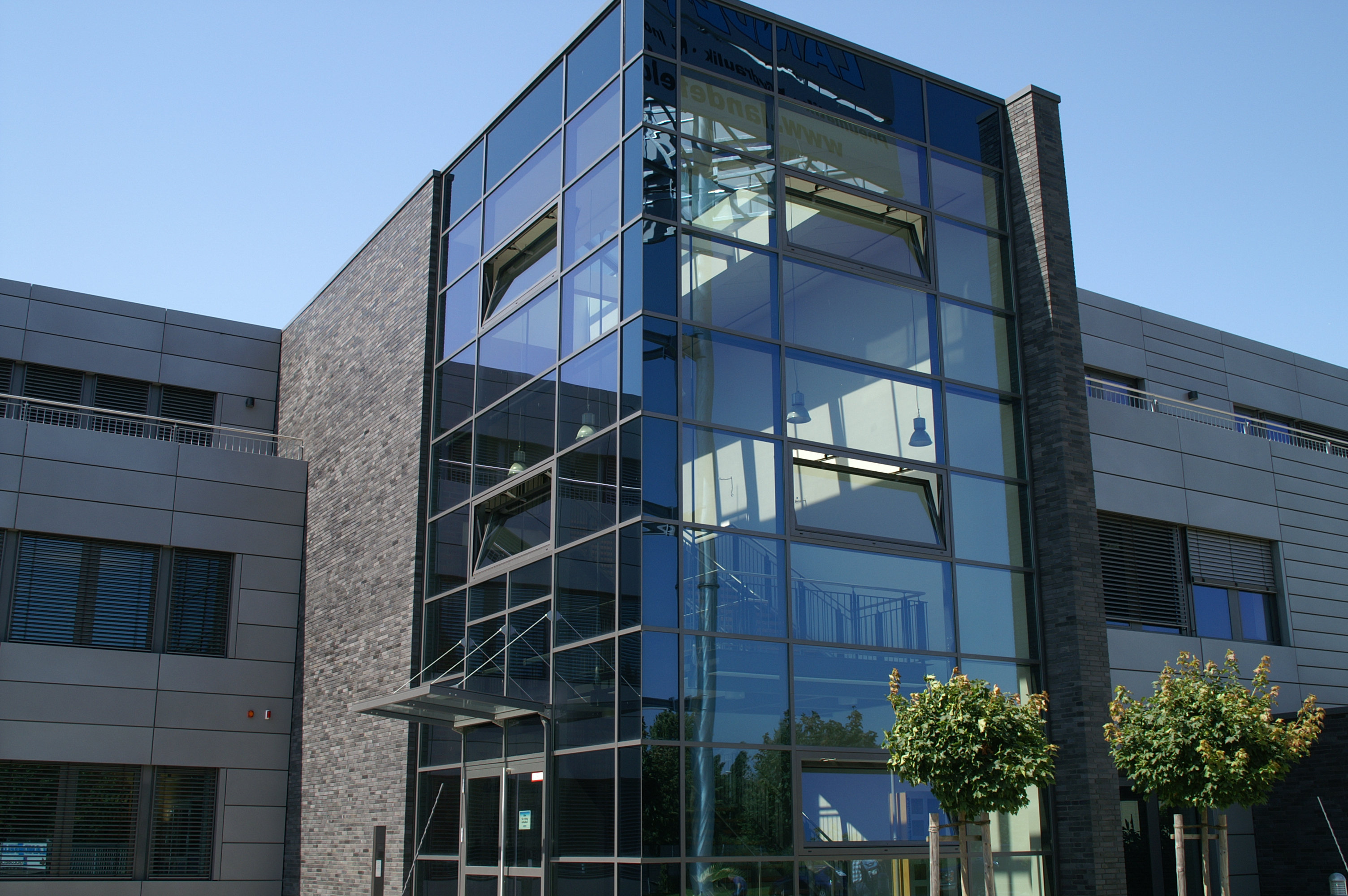
Landefeld Gebäude

Die Landefeld Druckluft und Hydraulik GmbH ist ein in zweiter Generation familiengeführter Großhändler für Hydraulik, Pneumatik und Industriebedarf. Das Unternehmen hat seinen Standort im Industriepark Kassel. Zu den Kunden zählen Fachhändler sowie kleinere, mittlere und große Unternehmen. Landefeld ist unter anderem Vertragspartner von Festo, Aventics, Hydac, Norgren sowie SMC und verfügt über ein vollautomatisiertes Lager mit einer Gesamtfläche von 27.000 m². Das Unternehmen ist Mitglied im VDMA und zählt laut Wirtschaftsförderung Region Kassel zu den bedeutenden Arbeitgebern der Region.
Im Jahr 2024 ging Landefeld eine strategische Partnerschaft mit der Viessmann Group ein. Ziel der Zusammenarbeit ist die gemeinsame Weiterentwicklung des Unternehmens, insbesondere durch aktives Engagement im Bereich Fusionen und Übernahmen (Mergers & Acquisitions).

## Auszeichnungen
- 1999: IF-Design Award Gewinner mit neu entwickeltem Steckanschluss[8]
- 2021: Computer Bild Aufsteiger des Jahres[9]
- 2023: Computer Bild Trend Shops 2023: Garten & Handwerk[10]
- 2025: Computer Bild Trend Shops 2025: Garten & Handwerk[11]